# Чо Хе Рі
Чо Хе Рі (кор. 조해리) — південнокорейська ковзанярка, спеціалістка з бігу на короткій доріжці, олімпійська чемпіонка, чемпіонка світу, призерка чемпіонатів світу, чемпіонка Універсіади, чемпіонка та медалістка Азійських ігор.
Золоту олімпійську медаль та звання олімпійської чемпіонки Чо виборола на Сочинській олімпіаді 2014 року в складі корейської команди в естафеті 3000 м.
Чо двічі виграва чемпіонати світу в багатоборстві, входила до складу непереможної команди Кореї на командних чемпіонатах світу, коли вони ще проводилися.

## Зовнішні посилання
- Досьє на sports-reference.com

## Виноски
1. ↑  Результати фінальних забігів. Архів оригіналу за 23 лютого 2014. Процитовано 12 травня 2018. [Архівовано 2014-02-23 у Wayback Machine.]